# Algodão (basquetebolista)
Zenny de Azevedo, mais conhecido como Algodão (Rio de Janeiro, 1 de março de 1925 – 10 de março de 2001) foi um jogador brasileiro de basquetebol.

## Biografia

Algodão defendendo as cores do Flamengo em 1953.

Nascido no bairro de Realengo, no Rio de Janeiro, o apelido "Algodão" veio da época de garoto. Quando se mudou para um novo bairro, o menino tímido não saía da janela. Mas um dia teve que ir à rua. A garotada não perdoou e passou a chamá-lo de "barriga de algodão". Com o tempo, ficou só Algodão e passou para a história do basquete nacional e mundial.[carece de fontes?]
Algodão começou a jogar basquete no Clube Aliados de Campo Grande e foi cobiçado por vários clubes, como Botafogo, Fluminense e Vasco, mas acabou fazendo toda a sua carreira no Flamengo, onde conquistou o decacampeonato carioca (1951–60) e três títulos nacionais.
Algodão atuou na seleção brasileira de 1948 a 1960. No seu currículo estão, além do título de campeão mundial de 1959, duas medalhas olímpicas de bronze em 1948 e 1960. Participou de quatro Olimpíadas (1948, 1952, 1956 e 1960) e três mundiais (1950, 1954 e 1959). Ganhou três medalhas de bronze nos Jogos Pan-americanos (1951, 1955 e 1959), além de quatro participações em sul-americanos (1949, 1953, 1955 e 1958).

## Títulos
Seleção Brasileira
- Campeonato Mundial:  1959
- Jogos Olímpicos: Medalha de bronze em 1948 e 1960.

Flamengo
- Campeonato Sul-Americano de Clubes: 1 vez (1953);
- Torneio Brasileiro de Clubes (CBD): 3 vezes campeão (1949, 1951 e 1953)
- Campeonato Carioca: 13 vezes campeão (1948, 1949, 1951, 1952, 1953, 1954, 1955, 1956, 1957, 1958, 1959, 1960 e 1962);